# Michal Pobucký
Michal Pobucký (* 26. června 1982 Frýdek-Místek) je český politik, od prosince 2012 do listopadu 2014 a opět od února 2015 do března 2021 primátor statutárního města Frýdku-Místku, v roce 2012 několik měsíců a v letech 2020 až 2024 zastupitel Moravskoslezského kraje, člen SOCDEM.

## Biografie
Po absolvování Gymnázia ve Frýdlantu nad Ostravicí se přihlásil na Janáčkovu konzervatoř v Ostravě, obor kontrabas. V průběhu studia se začal vzdělávat i na Ostravské univerzitě, Přírodovědecké fakultě, v rámci oboru Informační systémy. Postupně získal titul bakalář i magistr na Ostravské univerzitě a titul diplomovaný specialista na Janáčkově konzervatoři.
Po ukončení studií začal pracovat v Ostravské IT společnosti na pozici programátor - analytik se specializací na programovací jazyk C# a platformu .NET. Zde působil až do doby jmenování náměstkem primátora statutárního města Frýdek-Místek. Michal Pobucký je ženatý, má jednoho syna.

## Politická kariéra
V roce 2006 byl poprvé zvolen do zastupitelstva města Frýdku-Místku a na ustanovujícím zasedání byl zvolen náměstkem primátora. Na starost dostal problematiku průmyslové zóny Nošovice, přípravu obchvatu města, životní prostředí a zemědělství a posléze i ekonomický rozvoj, dotace a městskou policii.
V roce 2010 obhájil post zastupitele města a byl znovu zvolen náměstkem primátora. Tentokrát dostal do své kompetence svěřené následující oblasti: investice města, vědu a kulturní rozvoj, životní prostředí a zemědělství a prevenci kriminality a městskou policii.
Po zdravotních komplikacích tehdejšího primátora Petra Cvika, došlo k výměně na pozici primátora a dne 3. prosince 2012 byl zvolen primátorem města. Změnily se mu i svěřené kompetence a od tohoto dne zodpovídá za investice, vnější a vnitřní kontrolní činnost, požární ochranu, organizačně technické zabezpečení jednání orgánů města, zahraniční styky, ochranu veřejného pořádku, životní prostředí a zemědělství, bezpečnostní rizika, prevenci kriminality a městskou policii.
Roku 2013 byl Pobucký obviněn z údajného přečinu zneužití pravomoci úřední osoby ve formě psychické pomoci v souvislosti s odpouštěním jednoho dopravního přestupku a dále spolu s dalšími členy rady ze zneužití pravomoci úřední osoby při zadávání veřejných zakázek malého rozsahu na hloubení a čištění příkop. Pobucký jakoukoli vinu odmítá a tvrdí, že celé trestní řízení je vedeno politickými zájmy a snahou pošpinit jeho jméno, a rezignovat na funkci primátora odmítl. V únoru 2014 byl Pobucký obžalován za pomoc k přečinu zneužití pravomoci úřední osoby, kterého se měl na podzim 2011 dopustit tím, že ze své tehdejší funkce zastupitele pověřeného řízením Městské policie Frýdek-Místek, údajně věděl o nestandardním vyřešení dopravního přestupku ze strany ředitele městské policie.
V dubnu 2016 Okresní soud ve Frýdku-Místku zprostil Michala Pobuckého obžaloby, s tím, že trestný čin nespáchal a je nevinen.
V komunálních volbách v roce 2014 obhájil za ČSSD post zastupitele města Frýdku-Místku. Po volbách uzavřela druhá ČSSD koalici s vítězným hnutím ANO 2011 a Pobucký od listopadu 2014 pokračoval ve vedení města jako 1. náměstek primátora. Na začátku roku 2015 se však koalice rozpadla a v únoru 2015 byl Pobucký opět zvolen primátorem statutárního města Frýdku-Místku.
V komunálních volbách v roce 2018 byl lídrem kandidátky ČSSD do Zastupitelstva města Frýdku-Místku, pozici zastupitele města obhájil. Dne 30. října 2018 byl opět zvolen primátorem města, koalici tvoří ČSSD, hnutí ANO a KDU-ČSL (disponuje 23 hlasy ze 43).
V krajských volbách v roce 2020 byl zvolen za ČSSD zastupitelem Moravskoslezského kraje. V březnu 2021 byl odvolán z funkce primátora Frýdku-Místku a nahradil jej Petr Korč z hnutí Naše Město F-M. Pobucký sesazení nazval pučem.
V komunálních volbách v roce 2022 byl z pozice člena ČSSD lídrem uskupení „Přátelé FM“ (tj. ČSSD a „OSN“), mandát zastupitele města obhájil. V krajských volbách v roce 2024 obhajoval jako člen SOCDEM mandát zastupitele Moravskoslezského kraje, ale neuspěl. Strana se do krajského zastupitelstva se ziskem 2,67 % hlasů vůbec nedostala.